# Bão Gita (2018)
Bão Gita năm 2018 là cơn bão nhiệt đới mạnh nhất từng ảnh hưởng đến Tonga kể từ khi có những ghi chép đáng tin cậy về những cơn bão. Nó là cơn bão thứ hai và là cơn bão nhiệt đới mạnh đầu tiên trong mùa bão Nam Thái Bình Dương 2017-2018, Gita có khởi nguồn từ một rãnh gió mùa hoạt động tại Nam Thái Bình Dương vào đầu tháng 2 năm 2018. Gita được đánh giá là một áp thấp nhiệt đới vào ngày 3 tháng 2, khi vừa mới được hình thành ít lâu và có quỹ đạo không ổn định. Vào ngày 9 tháng 2, nó đã mạnh lên thành một cơn bão nhiệt đới cấp 1 ở gần quần đảo Samoa sau đó nhanh chóng phát triển và trở thành một cơn bão mạnh vào ngày 10 tháng 2 khi ở gần Niue.